# 信徒凡物公用与阿纳尼雅之死
信徒凡物公用与阿纳尼雅之死（義大利語：Distribuzione delle elemosine e morte di Anania）是马萨乔的一幅 湿壁画，位于佛罗伦萨圣母圣衣圣殿的布兰卡契小堂右侧墙壁下部左侧，绘制于1425-1428年，尺寸为230 x 170 厘米。画中描绘《宗徒大事录》4章34-35节和5章1-5节中信徒凡物公用与阿纳尼雅之死的场景。 